# Laelia marginata
Laelia marginata är en orkidéart som först beskrevs av John Lindley, och fick sitt nu gällande namn av Louis Otho Otto Williams. Laelia marginata ingår i släktet Laelia och familjen orkidéer. Inga underarter finns listade i Catalogue of Life.

## Bildgalleri

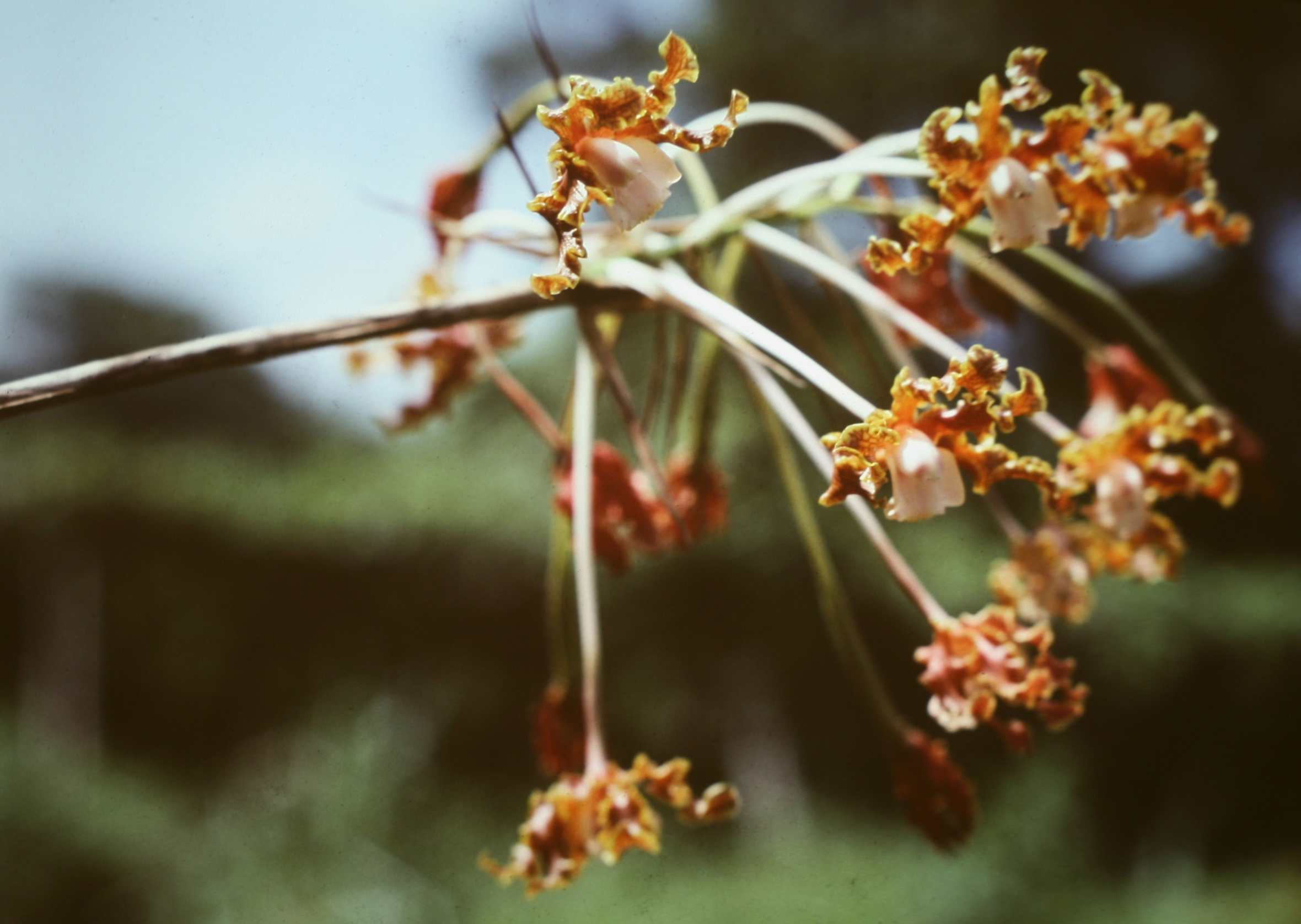
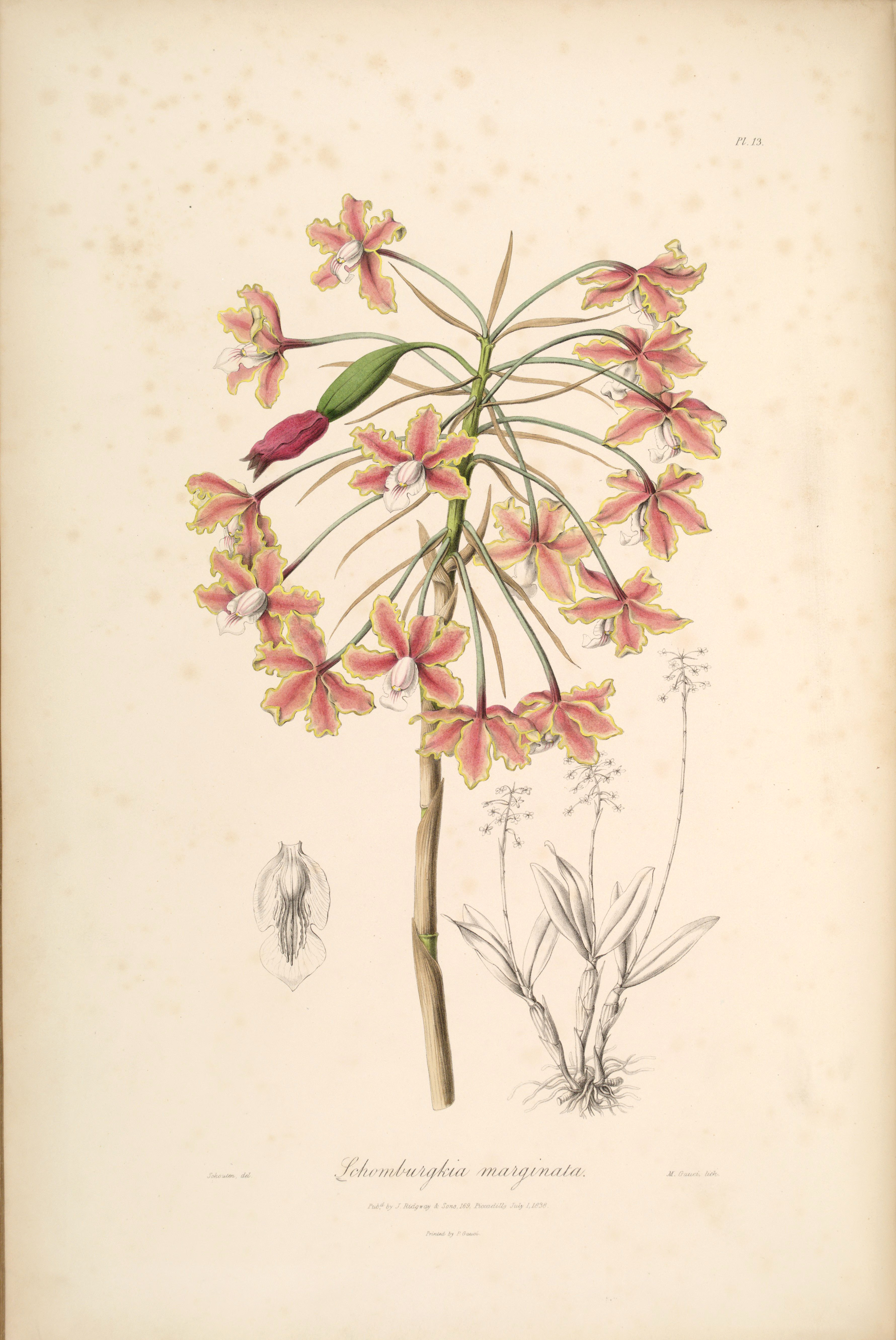
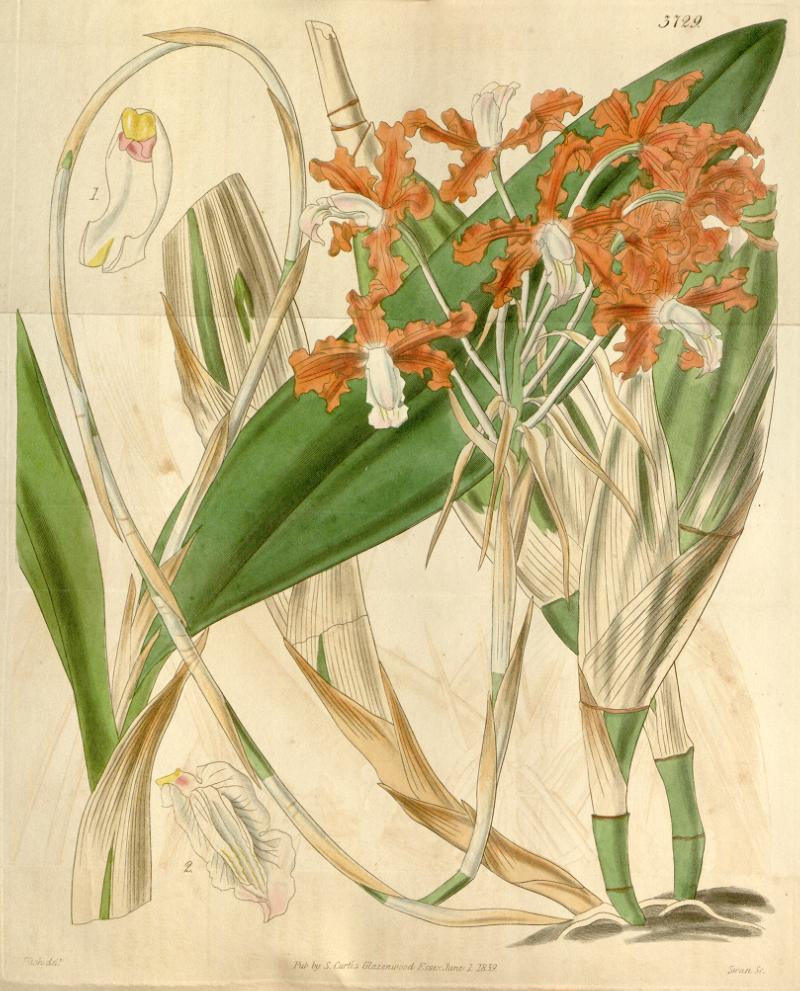
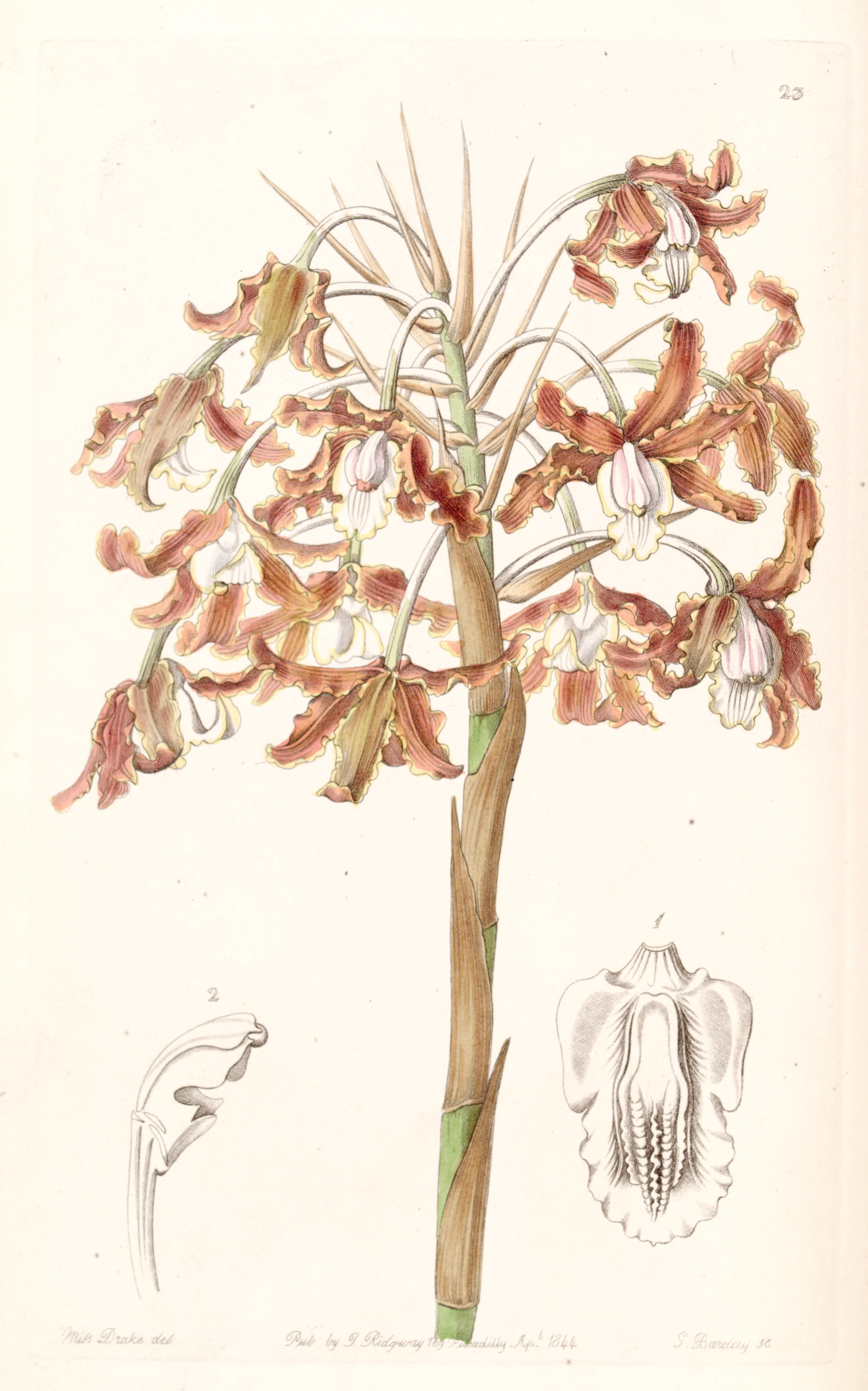
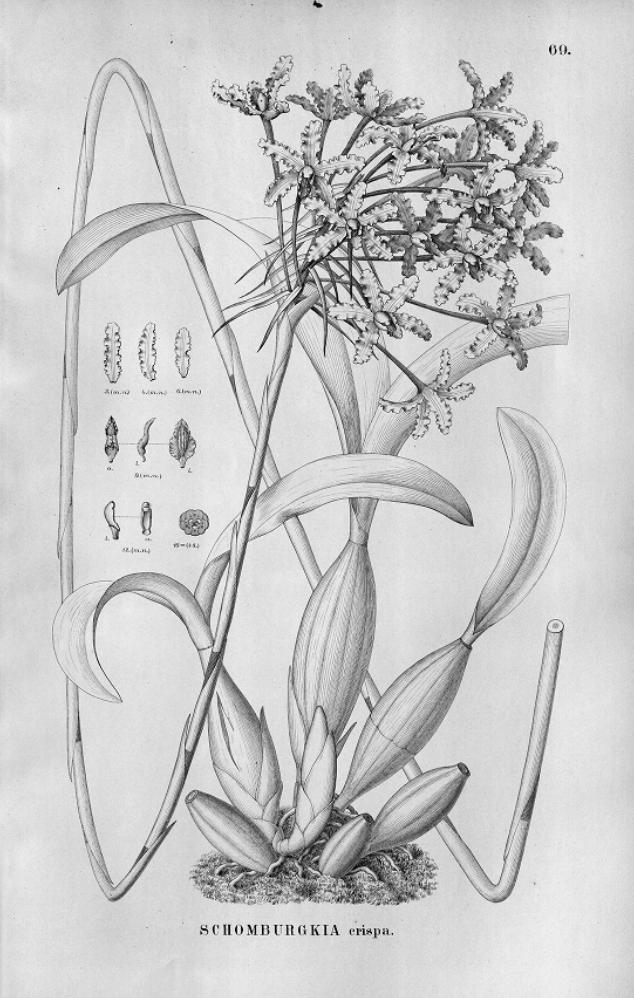